# Gergely Kiss (triatleta)
Gergely Kiss (12 de abril de 2001) es un deportista húngaro que compite en triatlón. En los Juegos Europeos de Cracovia 2023 consiguió una medalla de bronce en la prueba de relevo mixto.

## Palmarés internacional
| Juegos Europeos | Juegos Europeos    | Juegos Europeos   | Juegos Europeos |
| Año             | Lugar              | Medalla           | Prueba          |
| --------------- | ------------------ | ----------------- | --------------- |
| 2023            | Cracovia (Polonia) | Medalla de bronce | Relevo mixto    |